# Piątkowice
Piątkowice est une localité polonaise de la voïvodie d'Opole et du powiat de Nysa.
De 1975 à 1998, la ville a fait administrativement partie de la voïvodie d'Opole.
En 2011, la localité comptait 344 habitants. En 2021, la localité comptait 336 habitants.